# Synallaxis brachyura
A Synallaxis brachyura a madarak (Aves) osztályának verébalakúak (Passeriformes) rendjébe és a fazekasmadár-félék (Tyrannidae) családjába tartozó faj.

## Rendszerezése
A fajt Frédéric de Lafresnaye francia ornitológus írta le 1843-ban.

## Alfajai
- Synallaxis brachyura brachyura Lafresnaye, 1843
- Synallaxis brachyura caucae Chapman, 1914
- Synallaxis brachyura griseonucha Chapman, 1923
- Synallaxis brachyura nigrofumosa Lawrence, 1865[2]

## Előfordulása
Közép-Amerikában és Dél-Amerika északi részén, Costa Rica, Honduras, Nicaragua, Panama, Ecuador, Kolumbia és Peru területén honos. 
Természetes élőhelyei a szubtrópusi vagy trópusi síkvidéki és hegyi esőerdők, cserjések, mocsarak és lápok környéke, valamint másodlagos erdők és vidéki kertek. Állandó, nem vonuló faj.

## Megjelenése
Testhossza 16 centiméter, testtömege 16-21 gramm. Tollazata sötétszürke, koronája és szárny foltjai vörösek.
|  |

## Életmódja
Ízeltlábúakkal és magvakkal táplálkozik.

## Természetvédelmi helyzete
Az elterjedési területe rendkívül nagy, egyedszáma pedig stabil. A Természetvédelmi Világszövetség Vörös listáján nem fenyegetett fajként szerepel.